# Филип Киркоров
Филип Бедросович Киркоров (буг. Фи́лип Бедро́сов Кирко́ров, право име - Филип Бедрос Киркоров ; рода. 30. април 1967, Варна, Бугарска) је совјетски и руски поп певач, глумац, композитор, музички продуцент; Народни уметник Руске Федерације (2008), Народни уметник Украјине (2008), Народни уметник Молдавије (2018), почасни грађанин Јалте.

## Породица
Деда по оцу - Пилибош Крикоријан (1901-1968), Јерменин , радио је као обућар, певао у градском хору. Бака по оцу - Софија Крикорјан (1901−1984), Јерменка, певала је у градском хору.
Отац - Бедрос Пилибос Киркоров (рођен Крикорјан) , Јермен, (рођен 2. јуна 1932 ), бугарски певач, Народни уметник Руске Федерације (2012). Према речима самог Бедроса Киркорова, променио је презиме Крикоријан у Киркоров, пошто је то био предуслов за упис у бугарску школу . Мајка - Викторија Марковна Киркорова (Лихачева) (1937 - 30. април 1994) , била је водитељка концерата, умрла од рака. Маћеха - Људмила Смирнова (рођена 1950), била је председник колективне фарме Трудовик, доктор економских наука, институтски наставник.
Бака по мајци - Лидија Михајловна Манион, циркуска глумица, ксилофониста, плесачица. Имала је циганске корене, њен први муж је био Михаил Алфонсович Манион (1891-1918), акробата, музички ексцентрик, кловн, пола Француз, пола Рус, име Манион је ирског порекла.
У периоду 1994-2005 био је ожењен певачицом, народном уметницом СССР-а Алом Пугачовом, био је  њен четврти муж. 15. маја 1994. године венчање је одржано у Јерусалиму.
Ћерка Ала-Викторија Киркоров (рођена 26. новембра 2011; Мајами) од сурогат мајке. Певач је први пут јавности објавио рођење ћерке 26. новембра на сцени Кремља. Син Мартин-Кристин Киркоров (рођен 29. јуна 2012; САД) од сурогат мајке. Киркоров је своје рођење објавио током концерта у Софији.
Филип Киркоров је кум ћерке Ани Лорак Софије (од 7. априла 2012).

## Биографија
Рођен 30. априла 1967. у Варни, Бугарска.
Од пете године ишао је на турнеју са родитељима. Као дете живео је у Москви. Бедрос Киркоров је отпевао своју аутобиографску песму „Син“, посвећену совјетским танкерима које је упознао 1944. године у Варни. На крају песме Филип Киркоров је изашао на сцену и поклонио оцу каранфил, након чега га је Бедрос Киркоров представио публици.
1984-1988: Студира државни музички колеџ Гњесин, одсек музичке комедије , дипломирао са одличним успехом.
Новембар 1985. - прво телевизијско снимање у програму "Шири круг" са песмом "Аљоша" на бугарском језику.
1987 - позив за рад из "Лењинградске музичке сале" под управом И. Рахлин, инострана турнеја у Берлину у светски познатој представи позоришта „Фридрихштатпаласт “.
Април 1988 - први сусрет Але Пугачове и Филипа Киркорова на дан отварања Иље Резника.
У октобру 1988. Киркоров је од ње добио позив да учествује у првим „Божићним сусретима“. У то време  успешно је наступио на Јалти на првом такмичењу у свом животу, снимио први видео за песму "Кармен" и одржао бесплатне концерте у Монголији у совјетским војним јединицама.
1990. - Добија гран при на такмичењу Шлагер-90 у Лењинграду са песмом "Небо и земља".
1992 - видео клип за песму "Атлантида" је проглашен за најбољи клип године. Певач је објавио два соло програма - "Небо и земља" и "Атлантида"; ова друга је накнадно проглашена за најбољу емисију године. Исте године Киркоровова прва турнеја је одржана у САД, Канади, Немачкој и Израелу.
1993 - Награда Овације у номинацији "Најбољи певач године" и награда међународног такмичења Златни Орфеј. У исто време било је успешних турнеја по Аустралији.
Крај 1995. - објављивање двоструког ЦД-а "Реци сунцу:" Да! у продукцији Полиграм. Издавање албума поклопило се са премијером програма „Најбољи, омиљени и само за вас“ у Државном естрадне позоришту, који је потом успешно одржан широм земље.
1997 - светска турнеја "Најбољи, вољени и само за тебе!" у 100 градова Русије, ЗНД и далеког иностранства, који је завршен пројектом „Само један месец и само за вас! ”- серија дневних концерата у Концертној дворани Октјабрски (Санкт Петербург).
Године 2001. изашао је Киркоровљев албум на шпанском Магико Амор, снимљен у Азтека Рекордс (Лос Анђелес) и објављен у Мексику.
2018. године објављена је нова песма "Боја расположења је плава". Песма је постала популарна, а видео на Јутјубу је сакупио више од четрдесет милиона прегледа.
2022. године записао је дует са украјинском певачицом Анном Асти под називом Хобби.

## Награде и титуле
Почасна звања
- Заслужни уметник Аутономне Републике Крим (25. август 2000)
- Заслужни уметник Руске Федерације (19. јануара 2001) - за услуге у области уметности [15]
- Народни уметник Ингушетије (2006) [16]
- Народни уметник Чеченске Републике (2006) [16]
- Народни уметник Руске Федерације (12. фебруар 2008) - за велике заслуге у области музичке уметности [17]
- Народни уметник Украјине (29. маја 2008) - за значајан лични допринос развоју културних и уметничких односа између Украјине и Руске Федерације, високо извођачко умеће и дугогодишњу плодну стваралачку активност [18]
- Народни уметник Молдавије (10. јун 2018) - у знак признања за посебне заслуге у развоју и промоцији музичке уметности, за допринос јачању молдавско-руских културних веза и успех у стваралачкој делатности [19][20]

Ордени
- Орден Франциска Скорине (Белорусија, 18. мај 2012) - за значајан лични допринос развоју и јачању белоруско-руских културних веза, високо извођачко умеће [21]
- Орден части (30. априла 2017) - за велики допринос развоју домаће поп уметности и вишегодишњу плодну делатност [22]

Остале награде, промоције и јавна признања
- Амбасадор добре воље УН (23. фебруар 2000)
- Човек године у Украјини (2008) [23]
- Јубиларна медаља „10 Астана” (Казахстан, 2008) [24]
- Почасни грађанин Јалте (2010) [25]
- Медаља „За веру и доброту“ (Кемеровска област, 22. октобар 2014) [26]
- Спомен знак "Самара крст" (2017, Бугарска) [27]
- Рекордер Руске књиге рекорда (30. април 2017) [28]
- Специјална награда председника Републике Белорусије „Кроз уметност – до мира и међусобног разумевања“ (16. јул 2020.) [29]

## Евровизија
Ф. Киркорова називају „мистер Евровизија“. Учествовао је на Песми Евровизије 1995. као представник Русије, заузевши 17. место. Након тога, одлучио је да постане продуцент и композитор песама за учеснике Евровизије из других земаља ЗНД. Прво искуство као продуцент није било баш успешно: певачица Анжелика Агурбаш на Евровизији 2005. заузела је тек 13. место у полуфиналу. На такмичењу за Песму Евровизије 2007. Киркоров је написао песму за Д. Колдуна, који је представљао Белорусију, и припремао се за наступ на такмичењу. По први пут у историји белоруског учешћа на такмичењу, Колдун је стигао до финала такмичења и заузео 6. место.
Киркоров је 2008. године написао песму „Шејди Лејди“ за представницу Украјине Ани Лорак, која је на крају заузела 2. место. Након тога, 30. маја 2008. године, председник Украјине Виктор Јушченко доделио је Киркорову титулу Народног уметника Украјине „за значајан лични допринос развоју културних и уметничких веза између Украјине и Руске Федерације, високо извођачко умеће и дугогодишње плодне стваралачке активности“.

## Друштвени ставови
У септембру 2020. глумио је у видеу „Они не дају своју вољену“, чија је сврха да подржи режим председника Републике Белорусије Александра Лукашенка током масовних белоруских протеста против фалсификовања изборних резултата.
Он је 22. јуна 2021. године уврштен на Листу особа које представљају претњу по националну безбедност Украјине на основу писма СБУ од 11. јуна као особа која угрожава националну безбедност Украјине.
У априлу 2022. обратио се Европском парламенту, Џоу Бајдену, Марин Ле Пен и УН. захтевајући ослобађање украјинског политичара Виктора Медведчука.

## Документарни филмови и ТВ емисије
- „Филип Киркоров. „Овај живот сам смислио за себе” („Први канал”, 2012) [33]
- „Филип Киркоров. „Нове страсти краља“ („ТВ центар “, 2016) [34]
- „Филип Киркоров. „Краљ и шала“ (први канал, 2017) [35]
- „Још једно „ја“ Филипа Киркорова“ („Први канал“, 2017) [36]
- Филип Киркоров и Ала Пугачова. „Венчање и развод“ („ТВ центар“, 2018) [37]

## Имовина и приходи
Према резултатима 2017. године, Киркоров је заузео друго место на ранг листи часописа Форбс међу руским славним личностима. Његов приход био је 7,4 милиона долара. Према резултатима 2018. године – треће место са приходом од 8,9 милиона долара.